# ميل مي-3
ميل مي 3 مروحية سوفيتية خفيفة. وقد صنعتها شركة ميل بتعاون بولندي سوفيتي وذلك في عام 1960. وحسب تصميمها الأساسي فهذا المروحية تعد أثقل وأكبر من سابقتها ميل مي-2. الغي المشروع بعد أن واجه مشاكل متعلقة بالتعاون بين الجانبين البولندي والسوفيتي وكانت الطائرة لا تزال انذاك في طور التصميم. انتج البولنديون بعد ذلك المروحية سوكول. وقد الغي مشروع الطائرة تماما عام 1971.

## وصلات خارجية
- Mil Mi-3 at www.aviastar.org:
- PZL Swidnik W-3 at www.aviastar.org: